# Dr.-Ernst-Mucke-Straße
Die Dr.-Ernst-Mucke-Straße, obersorbisch dr. Arnošta Mukowa dróha, ist eine etwa 240 Meter lange innerstädtische Straße in den Bautzener Stadtteilen Innenstadt und Nordostring. Sie verbindet den Postplatz mit dem August-Bebel-Platz und ist nach dem  Volkskundler, Schriftsteller und Gründer des Sorbischen Museums, Dr. Arnošt Muka (Ernst Mucke) benannt.

## Verlauf
Die Straße verlässt den Postplatz am Südostrand der Bautzener Innenstadt als Einbahnstraße in östliche Richtung, durchquert die Wallanlagen und trifft auf die Wallstraße. Hinter der Wallstraße setzt sie sich in südöstliche Richtung bis zum August-Bebel-Platz hin fort. In diesem Abschnitt ist sie ebenfalls eine Einbahnstraße, jedoch in die entgegengesetzte Richtung, so dass ein vollständiges Durchfahren nicht erlaubt ist.

## Geschichte
Im Zuge der Anlage des Bautzener Bahnhofs wurde Mitte des 19. Jahrhunderts die Bebauung der südöstlichen Innenstadt neu konzipiert. Die äußere Stadtmauer wurde an mehreren Stellen durchbrochen und in der Folge weitgehend eingeebnet. Über die Bahnhofstraße wurde der etwas abseits gelegene Bahnhof mit der Altstadt verbunden. Im Zuge dessen erhielt der Postplatz an der Stelle des alten Goschwitzer Dorfplatzes eine neue Bedeutung als innerstädtischer Platz. Die neu angelegte Straße nach Osten sollte ihn mit den ab 1870 dort entstehenden neuen Wohngebieten um den Albertplatz (August-Bebel-Platz) verbinden. 
Bis nach dem Zweiten Weltkrieg trug der Westteil der Straße zwischen Postplatz und Wallstraße den Namen Gartenstraße, während der Ostteil als Bergstraße bezeichnet wurde. Anlässlich des 100. Geburtstages von Arnošt Muka (1854–1932) und des Baus des neuen Serbski dom am Westende der Straße erfolgte die Umbenennung.

## Bebauung
Während das westliche Ende von zusammenhängender innenstädtischer Bebauung geprägt ist, sind für die östliche Hälfte die Mietsvillen des Bautzener „Villenviertels“ charakteristisch. Entlang der Straße stehen insgesamt fünf Kulturdenkmale, darunter die zwei Wohnhäuser Nr. 2 und 4 im westlichen Teil sowie das Wohnhaus Nr. 11/11b und die Villen Nr. 8 und 12 im östlichen Teil. Letztere wurden nach 1885 erbaut.